# Orbital (groupe)
Pour les articles homonymes, voir Orbital (homonymie).
Orbital (prononciation en anglais: [ɔːbɪtəl], [ɔːbɪtl̩]) est un duo de musique électronique britannique, formé en 1989, originaire de la ville d'Otford au comté de Kent, en Angleterre, composé des frères Paul et Phil Hartnoll. Le groupe fait une pause après la sortie de Blue Album, avant de se reformer en 2009.
Orbital tire son nom des raves qui se sont produites vers la fin des années 1980 près de la ceinture périphérique de Londres, l'autoroute britannique M25, baptisée London Orbital.

## Carrière
La musique du groupe Orbital est à mettre à part dans le monde de la techno et de l'electro. Elle emprunte à différents styles, n'hésitant pas à mettre de la cornemuse dans ses morceaux (Bagpipe Style).
Actuellement, Paul Hartnoll suit une carrière solo dont les sonorités sont résolument plus électro que Orbital. Phil Hartnoll poursuit également sa carrière au sein du groupe Long Range. On peut retrouver deux singles sur la bande originale du jeu vidéo futuriste Wipeout Pure ("Intro" et "Ignition").
Leur titre "P.E.T.R.O.L" apparaît également dans la bande originale du thriller psychologique Pi.
Le titre "Halcyon & On & On" a aussi été utilisé dans la bande originale des films Hackers et Mortal Kombat.
L’introduction de l’album Orbital 2 (Brown Album) est un échantillon de la série Star Trek - Next Generation, épisode " Boucle Temporelle " (Time squared - saison 2, épisode 13, Worf - 20’30) : " There is the theory of Möbius. A twist in the fabric of space where time becomes a loop ".
L'album In Sides a été entièrement réalisé dans un camion alimenté par énergie solaire.

## Discographie (Sélection)
- Orbital (aussi connu sous le nom de Green Album) (1991)
- Orbital 2 (aussi connu sous le nom de Brown Album) (1993)
- Snivilisation (1994)
- Diversions (1994)
- In Sides (1996)
- Event Horizon (B.O.F.) (1997)
- The Middle of Nowhere (1999)
- The Altogether (2001)
- Work 1989-2002 (Singles/Rarities Collection) (2002)
- Octane (B.O.F.) (2003)
- Blue Album (2004)
- compilation Halcyon (2004)
- Live At Glastonbury 1994-2004 (2007)
- 20 (Compilation) (2009)
- Wonky (2012)
- Monsters Exist (2018)
- 30 Something (2022)
- Optical Delusion (2023)

### Singles/EP
- « Chime » (1990)
- « Omen » (1990)
- « Satan (3 EP) » (1991)
- « Midnight/Choice » (1991)
- « Mutations » (1992)
- « Radiccio » (1992)
- « Lush » (1993)
- « Peel Session/Diversions » (1994)
- « Are We Here? » (1994)
- « Belfast/Wasted » (1995)
- « Times Fly » (1995)
- « The Box » (1996)
- « Satan Live/Satan Spawn » (1996)
- « The Saint » (1997)
- « Style (2 EP)» (1999)
- « Nothing Left » (1999)
- « Beached » (en collaboration avec Angelo Badalamenti) (2000) (B.O. du film La Plage)
- « Funny Break (One is Enough) » (2001)
- « Illuminate » (2001)
- « Rest » (2002)
- « Play » (2002)
- « One Perfect Sunrise/You Lot » (2004)

### Bandes Sons
- Keen Eddie (série américaine datant de 2003)
- 2012 : Pusher de Luis Prieto (en)
- 2022 : The Pentaverate (série TV)